# Katakumby (film 2007)
Katakumby (tytuł oryg. Catacombs) – amerykański film fabularny z roku 2007, inspirowany faktami; hybryda gatunków horror oraz thriller. W rolach głównych wystąpiły Shannyn Sossamon oraz piosenkarka Pink.

## Obsada
- Shannyn Sossamon – Victoria
- Pink (w czołówce jako Alecia Moore) – Carolyn
- Emil Hostina – Henri
- Sandi Dragoi – Liaves
- Mihai Stanescu – Jean Michele
- Cabral Ibacka – Hugo
- Radu Andrei Micu – Nico
- Cain Manoli – Leon
- Ashleigh Rains – Sofi
- Conner Gebhart – morderca w masce

## Fabuła
Z Baltimore do Paryża przylatuje główna bohaterka filmu, Victoria. Dziewczyna została zaproszona do stolicy Francji przez swoją siostrę, Carolyn, która tamże zamieszkuje. Rozrywkowa Carolyn nie ma jednak w planach oprowadzać siostrę po mieście, chce ją bowiem zaprowadzić na nielegalną imprezę, odbywającą się w podziemnych katakumbach. Plan wprowadza w życie, wbrew początkowej niechęci Victorii.
Na miejscu dochodzi do tragedii – Carolyn zostaje zamordowana przez psychopatę skrywającego twarz za kozią maską, jej siostra zaś mdleje i odzyskuje przytomność, gdy w katakumbach nie pozostaje już nikt. Victoria, zagubiona w niezmierzonych labiryntach, usiłuje odnaleźć wyjście na powierzchnię ziemi. Okazuje się jednak, że ktoś nie chce pozwolić jej odejść.

## Plan zdjęciowy
Film kręcono od 7 marca 2005 roku w Paryżu we Francji oraz w rumuńskich miejscowościach Danube Delta i Bukareszt.

## Wersja polska
Wersja polska: na zlecenie SPI International Polska – Studio Sonoria

Tekst: Piotr Banaszek

Czytał: Piotr Borowiec